# Ribble Valley
Ribble Valley è un distretto con status di borough del Lancashire, Inghilterra, Regno Unito, con sede a Clitheroe.
Il distretto fu creato con il Local Government Act 1972, il 1º aprile 1974 dalla fusione del municipal borough di Clitheroe con il distretto urbano di Longridge, con il distretto rurale di Clitheroe, parte del distretto rurale di Blackburn, parte del distretto rurale di Burnley, parte del distretto rurale di Preston e col distretto rurale di Bowland dal West Riding of Yorkshire. Prende il nome dal fiume Ribble.

## Parrocchie civili
- Aighton, Bailey and Chaigley
- Balderstone
- Bashall Eaves, Great Mitton and Little Mitton
- Billington and Langho
- Bolton-by-Bowland
- Bowland Forest Higher Division
- Bowland Forest Lower Division
- Bowland-with-Leagram
- Chatburn
- Chipping
- Clayton-le-Dale
- Clitheroe (città)
- Dinckley
- Downham
- Dutton
- Easington
- Gisburn Forest
- Gisburn
- Grindleton
- Horton
- Hothersall
- Longridge (città)
- Mearley
- Mellor
- Middop
- Newsholme and Paythorne
- Newton-in-Bowland
- Osbaldeston
- Paythorne
- Pendleton
- Ramsgreave
- Read
- Ribchester
- Rimington
- Sabden
- Salesbury
- Sawley
- Simonstone
- Slaidburn
- Thornley-with-Wheatley
- Twiston
- Waddington
- West Bradford
- Whalley
- Wilpshire
- Wiswell
- Worston